# 人力車
人力車（じんりきしゃ、人力俥）とは、腰掛座席、車輪、梶棒（かじ棒）、幌などから構成される、人を乗せて人力で引く形態の二輪の車両。長いかじ棒をもちテコの作用を利用してわずかな力で操作することができ、二輪のため一方の車輪を中心にして車幅だけあれば曲がることができるなどの特徴がある。
日本では、主に明治・大正期に移動手段とし用いられた。現在では「観光人力車」が観光地などで使われている。

## 概要
車軸の両側に1つずつ車輪を持ち、上に乗客が座る台座と雨避けとなる覆いを備え、台座とつながれた柄を俥夫（しゃふ）が曳いて進む。
日本語では、略して人力（じんりき）、力車（りきしゃ）。車夫はまた車力（しゃりき）とも言った。また英語のRickshaw（リクショー）は「リキシャ」を語源とする日本語由来の英単語。
人力車に関する車の文字は全て俥とも表記した。俥の字は本来はシャンチーの駒である「俥 (ヂィー)」に使われるだけの漢字であったが、明治以降の日本において中国にそのような漢字があることに気付かずに、人力車を表すために作られた国字の一種である（中国に元々あった漢字の字体に暗合したものであるので、正確には国字ではない）。そのため「俥」（くるま）一文字だけで人力車を表している。この他に、明治時代頃の表記では車編の右上に人を、その下に力を書いた合字を書く例もあった。
人力車には乗客が一人乗りのものや二人乗りのものなどがあるが、日本で普及したのは一人乗りのものが圧倒的に多かった。また車夫は通常1人だが、特に急ぎの場合などは2人以上で引いたり、時には押したり、交代要員の車夫が併走したりすることもあった。

## 日本における人力車

### 旅客輸送として
1870年（明治3年）和泉要助が発明したと言われる。後述のように第13回帝国議会（衆議院）に「人力車発明人ニ年金給与ノ建議案」が提出されたが、この提出者である関信之介の説明では和泉要助が発明者（立案者）で、これを高山幸助と鈴木徳次郎が補助し、西田虎次郎が製作したとしている。同年3月23日から東京の街頭に出た。江戸時代以前には存在せず、代わりに輿や駕籠が使われていた。馬車や馬車鉄道、大砲や荷車を曳かせる軍馬のために街道の道路状況が整地・舗装など整備され普及した。その後、鉄道、自動車の普及により、都市圏では1926年頃、地方でも1935年頃をピークに減少し、戦後、車両の払底・燃料難という事情から僅かに復活したことがあるが、現在では一般的な交通・運送手段としての人力車は存在していない。
東京銀座7丁目に、日本で唯一という芸者送迎専用の人力車の車宿「日吉組」がある。日吉組は旧地名の日吉町にちなんだ名で、所属の車夫・久は映画『あげまん』にも登場し、幌で覆われた一人用の人力車で芸者を送る場面が描かれた。
また、車椅子に着脱式の持ち手を装着して人力車スタイルにし、障害者や高齢者の移動を助ける補助装置が開発されている。

#### 道路交通法
後述「法令」も参照。軽車両となるため歩道上や自転車道上に駐停車はできない（東京浅草の車道上には人力車専用の駐車スペースがあり駐車禁止除外となっている）。

#### 保存
昭和初期までは一般的に存在した庶民的な車両であるため、交通博物館（2006年5月14日に移転の為閉鎖）をはじめ、各地の博物館や資料館などで保存されている。ただし、展示されている人力車には修復されたものや展示のために新たに製造されたものもある。

### 観光用として
現在は主に観光地での遊覧目的に営業が行われている。人力車を観光に最初に用いたのは1970年の飛騨高山のごくらく舎である。後に京都や鎌倉などでテレビ番組等で度々紹介されて、各地に普及した。当初は京都といった風雅な街並みが残る観光地、又は浅草などの人力車の似合う下町での営業が始まり、次第に伊東温泉、道後温泉といった温泉街や、大正時代風などレトロの街並みが残る門司港、有名観光地である中華街などに広がっていった。観光名所をコースで遊覧し、車夫が観光ガイドとして解説してくれるものが一般的である。車夫の服装は、腹掛けに股引き法被というのが多い。
現在、観光用人力車の営業が行われている地域は以下の通りである。
- 北海道・東北地方：北海道小樽市、角館（秋田県仙北市）。
- 関東地方：東京都浅草雷門、埼玉県川越市、千葉県成田市、神奈川県の鎌倉や横浜中華街、箱根。
- 東海地方：静岡県伊豆半島の伊東温泉や松崎町、駿府城公園（静岡市）[11]、掛川城周辺（掛川市）[12]。岐阜県高山市や郡上八幡、伊勢神宮（三重県伊勢市）。
- 近畿地方：大阪府新世界 (大阪)、京都市（嵐山・左京区・東山区）、奈良公園（奈良市）、姫路城（兵庫県姫路市）。
- 中国・四国地方：倉敷美観地区（岡山県倉敷市）、道後温泉（愛媛県松山市）。
- 九州地方：門司港レトロ地区（福岡県北九州市）、由布院温泉（大分県由布市）。

観光人力車の乗車料金は10分程度の移動時間中に観光案内を含めた初乗り運賃が1人当たり1000 - 2000円から15分・30分・60分・貸切など様々である。2人乗りのものに3人乗車することも可能であるが、相当な重さになることから、観光人力車では料金を割り増しとするものが多い。到着した後の観光客への観光案内時間中の駐輪場所の整備、客待ち時における待機場所の整備が遅れているといった課題がある。
観光人力車の他、結婚式や祭などでの演出や、歌舞伎役者の「お練り」などに使用されることがある。

### 人力車の製造
観光人力車や博物館展示用の人力車製造が続けられている。製造台数の多いメーカーとしては静岡県伊東市の株式会社升屋製作所。

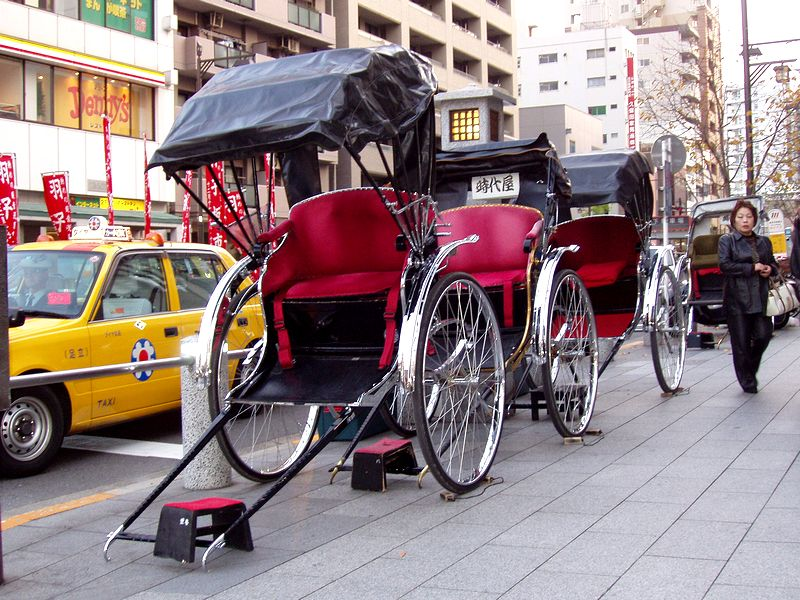
浅草雷門の人力車（2007年12月2日撮影）
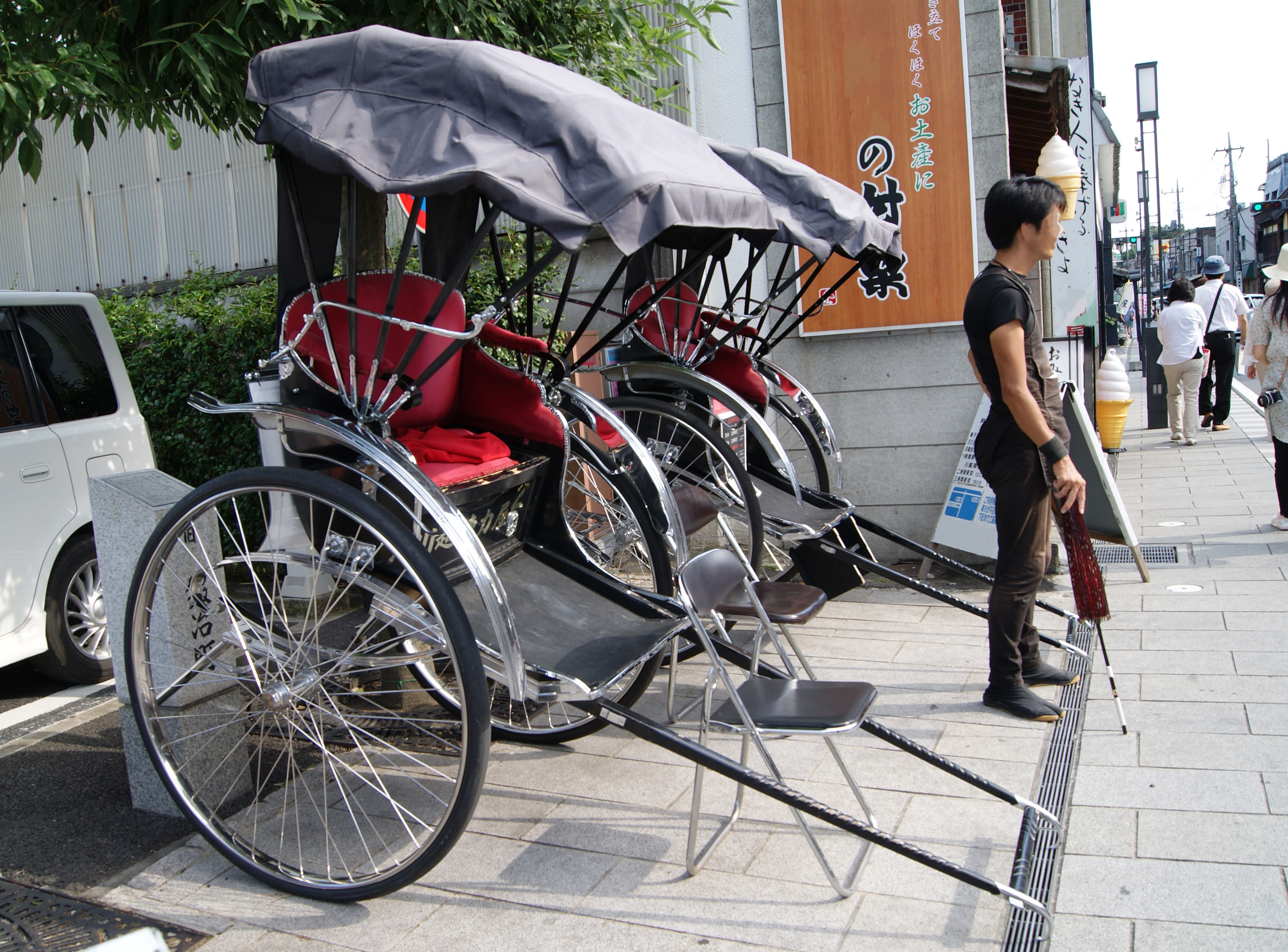
埼玉県川越市（2009年）
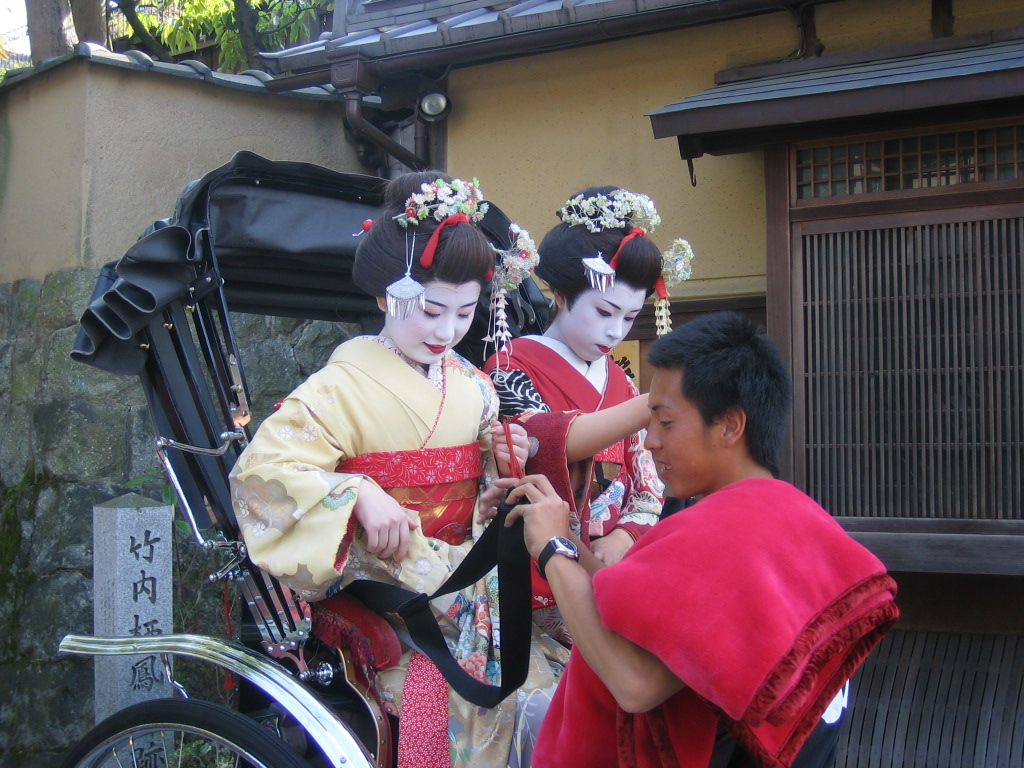
舞妓装束の観光客（京都）

## アジアへの普及

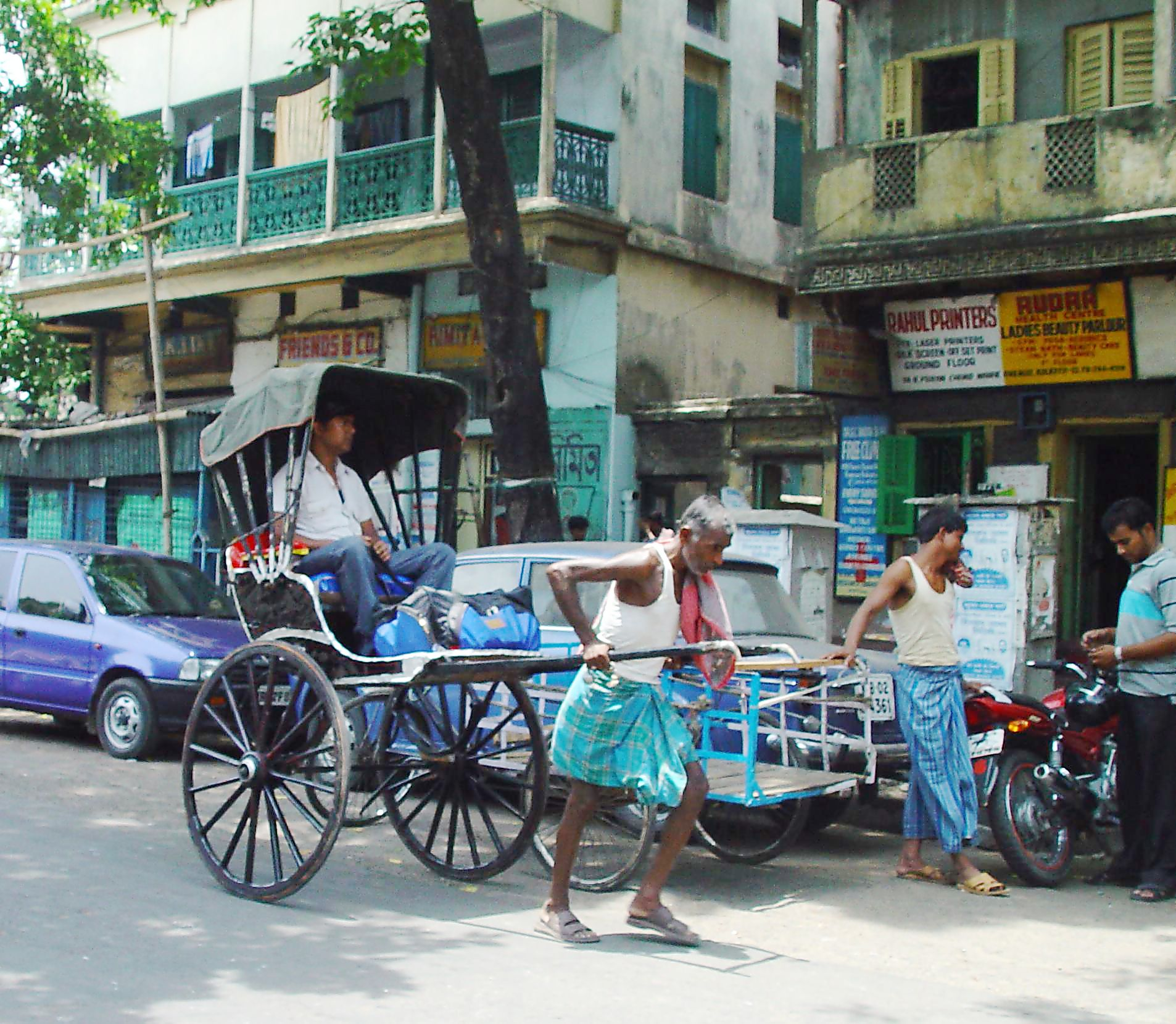
コルカタのリキシャ 2004年撮影

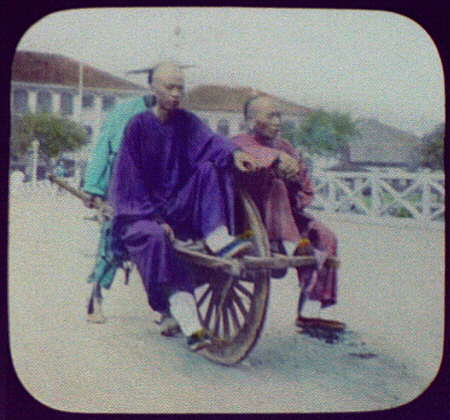
1895年上海、二人の男性が乗った一輪車。体重が大きな車輪に直接かかるメリットがあるものの、東インド会社の社員が記した内容によれば、バランスをとる必要があって危ないと欠点を述べている。

アジア各国へ輸出され、特にインドでは、明治40年代、年間1万台が日本から輸出され、リキシャなどの名前で地元に根付いていたものの、その後、多くはサイクルリクシャー、オートリクシャーに置き換えられた。

### 香港の人力車
1874年に日本から輸入された人力車が運用を開始した。広東語読みして「人力車 ヤンリッチェー」と呼んだ。1920年代には約2000台が運用されていた。
1980年代は、香港島、九龍半島のスターフェリー乗り場などに観光用の人力車があった。2013年の時点でライセンスは3名が持っていたが、乗車は電話予約が必要であった。しかし、2021年末に新型コロナと車夫の高齢化（70歳）による健康状態悪化を理由として、最後の一人が廃業した。本物の人力車に代わって、香港島のスターフェリー乗り場から市内観光路線（H1）で、オープントップの二階建てバスに人力車のデザインを取り入れた「人力車觀光巴士」というものがあり、人力車と同じような幌が後方に付けられている。

### インドの人力車
- 1919年、コルカタ市が正式な交通手段として認定する。
- 1972年以降、コルカタではいくつかの通りで人力車が禁止された。
- 1982年、市当局は1万2000台以上の人力車を押収し、廃棄した。
- 1992年の調査では、3万台以上の人力車が営業中で、そのうち6000台が違法車両や未許可車両であった。
- 新しい許可は1945年以降出されていない。

インドでは、しばしばリキシャはリクシャとも発音される。人力車の運転手をリクシャワーラーまたはリクシャプーラーと言う。
料金は1回の移動につき2、3ドルである。リクシャワーラーのほとんどは簡易な宿舎に住み、仕送りをするために節約している。
2005年8月に西ベンガル共産政府は完全に人力車を締め出す計画を発表したが、リクシャワーラーの抗議とストライキに終始した。
2009年現在、かなりの数の人力車がコルカタにまだ残っており、約8000台、2万人の車夫がいるとされる。リクシャワーラーの組合は、人力車の禁止に強く反対している。

## 歴史

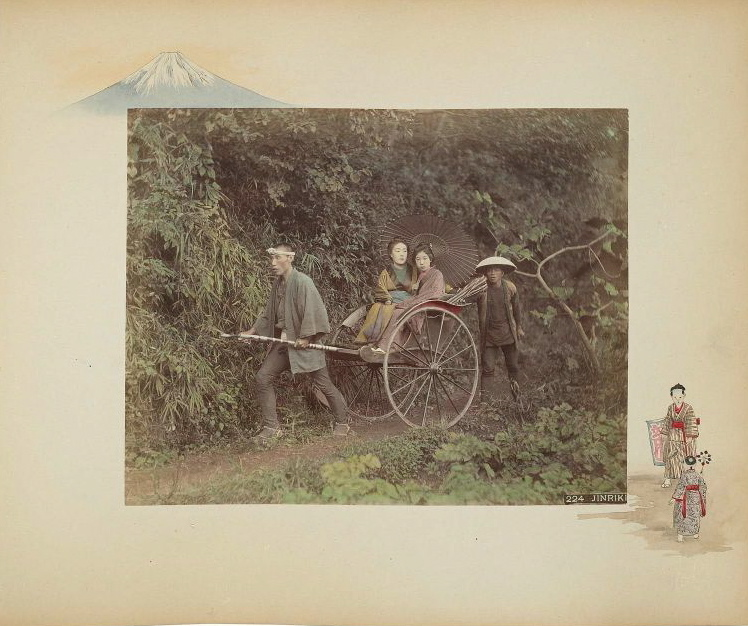
人力車 日本、1886年 シルバープリントに彩色。

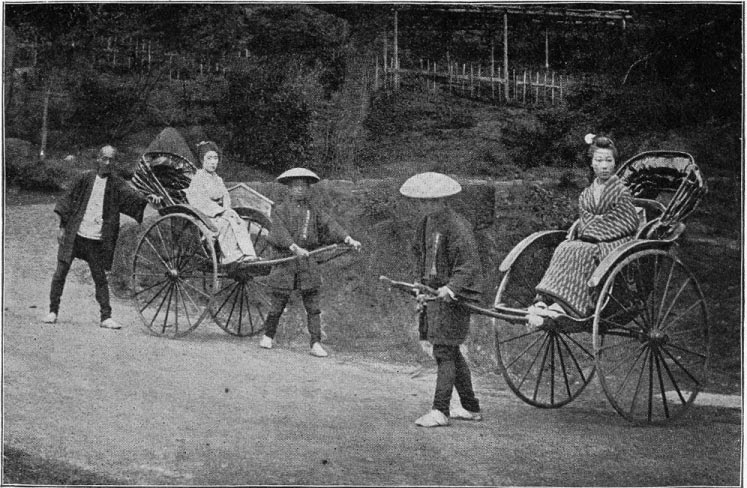
人力車 日本、1897年

### 人力車の発明
記録されている人力車の発明としては、和泉要助、高山幸助、鈴木徳次郎の3名が発明者として明治政府から認定されている。3名は東京で見た馬車から着想を得て1869年(明治2年)に人力車を完成させ、翌年1869年(明治3年)に日本橋で開業したとされる。
それ以前に人力車が発明されたとする説としては、1848年頃にアメリカ合衆国の鍛冶職人アルバート・トルマン（Albert Tolman）によって宣教師の乗り物としてウースターで作られたという説、1869年頃に来日アメリカ人宣教師ジョナサン・ゴーブル（またはジョナサン・スコビー（Jonathan Scobie））が病弱の妻の為に考案して横浜で使っていたという説がある。
人力車の発明者については当時から議論があった。1895年3月には都新聞論説において発明人に対する議論があがっている。
1899年2月10日の第13回帝国議会（衆議院）において衆議院議員の関信之介らによって「人力車発明人ニ年金給与ノ建議案」が提出された。その趣旨は人力車が社会交通の利益となっているが、その発明者の和泉要助らは窮迫の生活を送っており、専売特許の利益を受けることができなかった彼らに年金を与えてその功労を賞したいというものだった。しかし、発明者が和泉かどうか疑問視する向きもあり、議論は難航した。人力車の定義が争点になったこともあるが、山師も含めた自称者が多かったためでもあった。
様々な文献からの発明者と、それに対する意見を述べた文献、資料、事実を、次に記す。
- （各種出願）和泉要助、他2名
- （都新聞投書）広瀬某
  - 明治事物起源では、発明者を詐称した山師であろうと考えられている。
- （都新聞投書）高山幸、鈴木徳（=油屋徳右衛門）
  - 日本工業文化史では、松兵衛の小車を改良したものであると考えられている。
- （工業志料）幸助（車工）、田中古朴による共同発明
  - 横浜沿革誌では、これを、引用している。
  - 斉藤著人力車では、幸助=高山幸助であり高山は、田中とともに車体改良をしたと考えられている。
- （愛知新聞（1872年11月31号））東京八町堀 八百屋の音吉
  - 斉藤著人力車では、音吉=鈴木徳次郎の可能性を指摘した上で、「ニ三有志ト議シ」が和泉、高山である可能性を指摘している。
- （日本工業文化史）名古屋の与助
- （官設歴史編纂所（東大史料編纂所の前身）から東京府知事への質問状（1878年））小林要吉
  - 小林が発明したとされるが相違ないかどうかの質問に対して、東京府勧業課は、1869年に和泉要助ら3名が発明。1873年12月に大蔵省に出願されたが専売特許を与えておらず、また小林が発明したという話は聞いたことが無いと回答。
- 第13回帝国議会速記録（1899年2月10日）西田虎次郎
  - 京橋区内の酒井善次郎他五名からの請願書によれば、和泉らではなく西田こそが真の発明者であるとされた。
  - 建議案提出者は、発明者が和泉。補助者が高山、鈴木。実地製作者が西田であるとした。建議案においても「……及び工人西田虎次郎ノ発明ニ係リ」と記されている。
  - 1900年3月20日の賞勲局からの下賜では、西田は、外されている。
  - 1877年の内国勧業博覧会に出品された人力車にも「工人・西田虎次郎」とある。

### 日本での普及と発明の利益

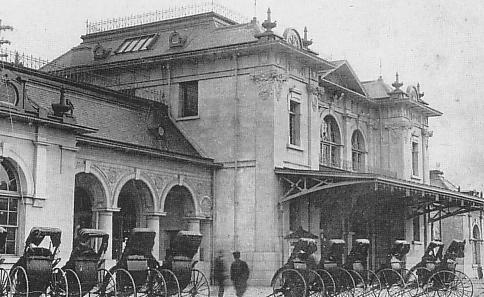
博多駅前で客待ちする人力車

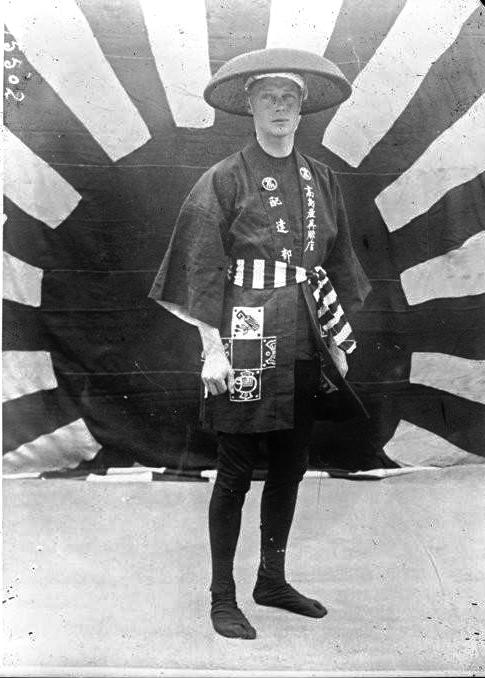
人力車夫の扮装をした皇太子時代のエドワード8世 (イギリス王)。1922年

日本においては人力車はすぐに人気の交通手段になった。群衆ができ往来の邪魔になっているとして戸長（明治初期の町村長に相当する行政官）が調べにくるほどだったという。
当時西洋から馬車も輸入されていたが、日本では馬よりも人間を雇う方が安コストであり低運賃にできたこと、安全性が高いこと、玄関先まで届けられるという小回りの良さがあった。
また、人力車はそれまで使われていた駕籠より速かった。そのため1872年までに、東京市内に1万台あった駕籠は完全に姿を消し、逆に人力車は4万台まで増加して、日本の代表的な公共輸送機関になった。これにより職を失った駕籠かき達は、多くが人力車の車夫に転職した。
1870年、東京府は発明者と見られる前記3名に人力車の製造と販売の許可を与えた。条件として人力車は華美にしないこと、事故を起こした場合には処罰する旨があった。この許可をもって「人力車総行司」と称した。人力車を新たに購入する場合にはこの3名の何れかから許可をもらうこととなったが、後述のとおり数年で有名無実となってしまった。同年、人力車の運転免許証の発行が開始された。
明治4年旧暦12月の時点で、人力車の数は、東京府下で4万台、京都数十台、静岡・草津1台と記録されている。
その後も増加し、1875年度（明治8年度）の日本全国の統計では台数を11万4000台としている。1876年には東京府内で2万5038台と記録されている。19世紀末の日本には20万台を越す人力車があったという。上述した元駕籠かきが人力車夫になった他、人力車夫は明治期都市に流民した下層社会の細民の主要な家業となった。また、人力車夫の中には女性もいたといわれている。
初期の人力車は、箱に車輪を取り付けただけの単純な構造であったが、日進月歩で改良されて、凸凹道でも耐えうるスプリング付きの車輪が登場するようになり、木輪はゴム輪に変わり、その後空気入りのゴムタイヤへと改良されていった。
また、1870年代半ばより中国を中心として東南アジアやインドに至るアジア各地への輸出が始まり、特に東京銀座に秋葉商店を構えた秋葉大助はほろや泥除けのある現在見るような人力車を考案し、性能を高め贅を凝らした装飾的な人力車を制作し、その多くを輸出して大きな富を得た。他方、当初人力車の製造と使用を許可された和泉たちは激増する車夫たちすべてから使用料を取ることができず、また当時の特許制度（「専売略規則」）の不備・使いにくさもあいまってほとんど利益を上げることができなかった。この事実が、後に日本に本格的な特許制度の誕生をうながした。
明治20年代には東京市内に4万台に達した人力車であったが、その後の都市交通の発達により数を減少させていった。1895年の京都電気鉄道開業を皮切りに、各都市で電車が導入された。首都圏でも1899年に大師電気鉄道（現京急大師線）が開業するが、人力車夫の反対により部分開業となった。東京で1903年の市電開業時に4万3千人いた車夫は、2年後には2万6千人になり、人力車は急速に姿を消していった。1903年6月12日、大阪の人力車夫は、巡航船の市内河川運航に反対して休業、土佐堀青年会館で集会を開き、一部は巡航船を襲撃した。
大量失業に見舞われた車夫は、1905年の日比谷焼打事件など、この時期の都市騒擾で市電を焼くなどの敵意を見せた。1908年4月上旬、警視庁の老車夫鑑札取上げに反対する東京老車夫救済会が結成された。1909年、人力車の車輪がゴム車輪となり、賃借料が値上がりし、借車で営業している車夫の廃業がふえた。1912年4-5月ころ、空気タイヤ人力車が登場し、10月24日、新車の高額賃借料をおそれた車夫300人が警視庁に使用制限を嘆願した。
1914年、東京駅が竣工すると500台を有する組合が結成された。当時は駅から降りた人が使う唯一の乗り物が人力車であっただけに、1人で1ヶ月200円（約100年後の現代において80万円前後）ほどの収入があったことが伝わる。
大正時代にはさらにタクシーが出現し、人力車の衰退に追い打ちをかけた。大正時代には人力車の姿はほとんど見えなくなった。
その後は、観光地で明治時代の文化であった人力車を復活する動きが出て、観光客向けにサービスを提供するようになった。

### アジア各地への展開
1880年頃、人力車はインドに導入される。最初はシムラー、20年ほど遅れてコルカタ（=カルカッタ）に現れた。インドでは、まず中国人の運搬装置の商人が使い始めた1914年にその中国人たちが人力車を乗物として使用できるように許可を申請した。
そのあとすぐに、人力車は東南アジアの多くの大都市で使用された。多くの場合、人力車の運転手は、都市に移住してきた地方労働者の最初にありつく仕事であった。
中国では日本製の人力車が爆発的に広まり、「黄包車」「洋車」の別名でも呼ばれていた。さらに国産の人力車工場が各地に建てられ、全土に人力車が広まった。上海には大小100を超える人力車工場があったとされる。

## 法令

### 動力
日本の道路交通法では、人力車は軽車両として扱われる。
ただし、電動機や内燃機関付きのものは、原則として原動機付自転車または自動車扱いとなる。

### 交通方法
原則として車道を通行しなければならない。自転車や普通自転車扱いではないため、歩道の徐行ないし通行、自転車道の通行はできない。ただし路側帯（二重線の歩行者用路側帯を除く）、車道の自転車レーンについては普通自転車専用通行帯も含め、通行適用となる。

## その他
- バングラデシュ・ダッカの人力車と人力車の装飾絵画は、2023年にユネスコの無形文化遺産に登録された[33]。

## 関連資料

### 文学
- 魯迅『小さな出来事』（1919年）
- 老舎『駱駝祥子』（1936年）ISBN 978-4003203118
- 岩下俊作『富島松五郎伝』（1938年） - 映画『無法松の一生』の原作。
- 樋口一葉 車夫が主人公の『十三夜』をはじめ、小説22篇中16篇に人力車が登場する[34]。

### 映画
- 無法松の一生 (1943年の映画)（日本、1943年 監督：稲垣浩　主演:阪東妻三郎）
- 無法松の一生 (1958年の映画)（日本、1958年 監督：稲垣浩 主演：三船敏郎）
  - ほかにも1963年に制作された映画版がある（監督：村山新治 主演：三國連太郎）
- 2エーカーの土地 (Do Bigha Zamin) （インド、1953年 監督：ビマル・ロイ　主演:バルラージ・サーヘニー）
- 銀座の恋の物語（日本、1962年 監督：蔵原惟繕　主演：石原裕次郎）
- 駱駝の祥子（中国、1981年 監督：凌子風　主演:張豊毅）
- シティー・オブ・ジョイ（米国、1992年）
- 力俥-RIKISHA-（日本、2013年、監督：アベユーイチ　主演:関智一）[35]

### 書籍
- 『鎌倉には青木さんがいる　老舗人力車、昭和から平成を駆けぬける』青木登（語り）、有限会社1ミリ (2018/4/2)
- 『人力車の研究』齊藤俊彦、三樹書房 (2014/6/1)
- 『魂の人力車ー門司港つなぐ命と受け継ぐ命』長尾修志、叢文社(2011/6/1)
- 『シドモア日本紀行: 明治の人力車ツアー』エリザ.R.シドモア、講談社 (2002/3/8)